# 女たちの戦争と平和資料館
女たちの戦争と平和資料館（おんなたちのせんそうとへいわしりょうかん、英語：Women's Active Museum on war and peace、wam）は、東京都新宿区西早稲田にある資料館。主に旧日本軍の慰安婦と、戦時下における女性への暴力をテーマとしている。

## 概要
日本の慰安婦問題の責任を追及するための民間抗議活動（女性国際戦犯法廷）を行った一人である元朝日新聞記者の松井やよりの遺志を継承するため、NPO法人「女たちの戦争と平和人権基金」が設立主体となり2005年8月に開館した。「日本ではじめて戦時性暴力に特化した記憶と活動の拠点」としている。
常設展示として「女性国際戦犯法廷」の概要を説明するパネルとともに、アジア各国の「慰安婦」被害に関する企画展、日本軍兵士の証言、今も世界で続く戦時性暴力に関するパネル等を展示している。展示内容はほぼ年1回変更がある。企画としては、日本の中学生を対象とした「中学生のための『慰安婦』展」などがある。

## 沿革
2008年5月3日に『フィールドワーク日本軍「慰安婦」』を出版。同著において日本軍「慰安婦」制度について「国家による組織的な性奴隷制度であった」と定義している。2013年に事務局長の渡辺美奈が新日本婦人の会などと協力し、国連などで日本国政府に慰安婦問題解決を求める国際連帯をよびかけている。
2014年、国連自由権規約委員会が日本の審査を実施した際、事務局長の渡辺美奈がスイス・ジュネーブで行われた国連自由権規約委員会に参加した。
2015年12月31日、慰安婦問題日韓合意について「被害者不在のままに政治的に「妥結」した日韓両政府に対して怒りを禁じ得ない」と抗議文を発表した。
2016年8月、ユネスコの「世界の記憶」遺産に旧日本軍「慰安婦」関連資料を登録する運動において、昭和天皇の銃殺刑をイメージしたとみられる絵などを提出していることが杉田水脈などにより報じられた。

## 所在地・運営者・設計
- 所在地 - 東京都新宿区西早稲田2-3-18　AVACOビル2F
高田馬場駅から徒歩20分、東京メトロ東西線早稲田駅から徒歩5分
- 理事長 - 東海林路得子
- 館長 - 西野瑠美子
- 事務局長 - 渡辺美奈
- 資料館の内装設計 - 象設計集団の富田玲子

## 日本以外の慰安婦をテーマにした展示館

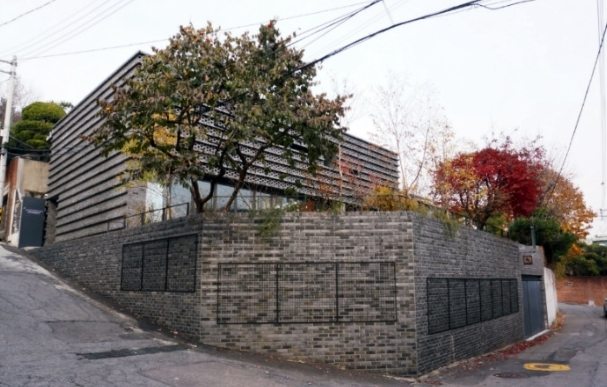
ソウルの「戦争と女性の人権博物館」

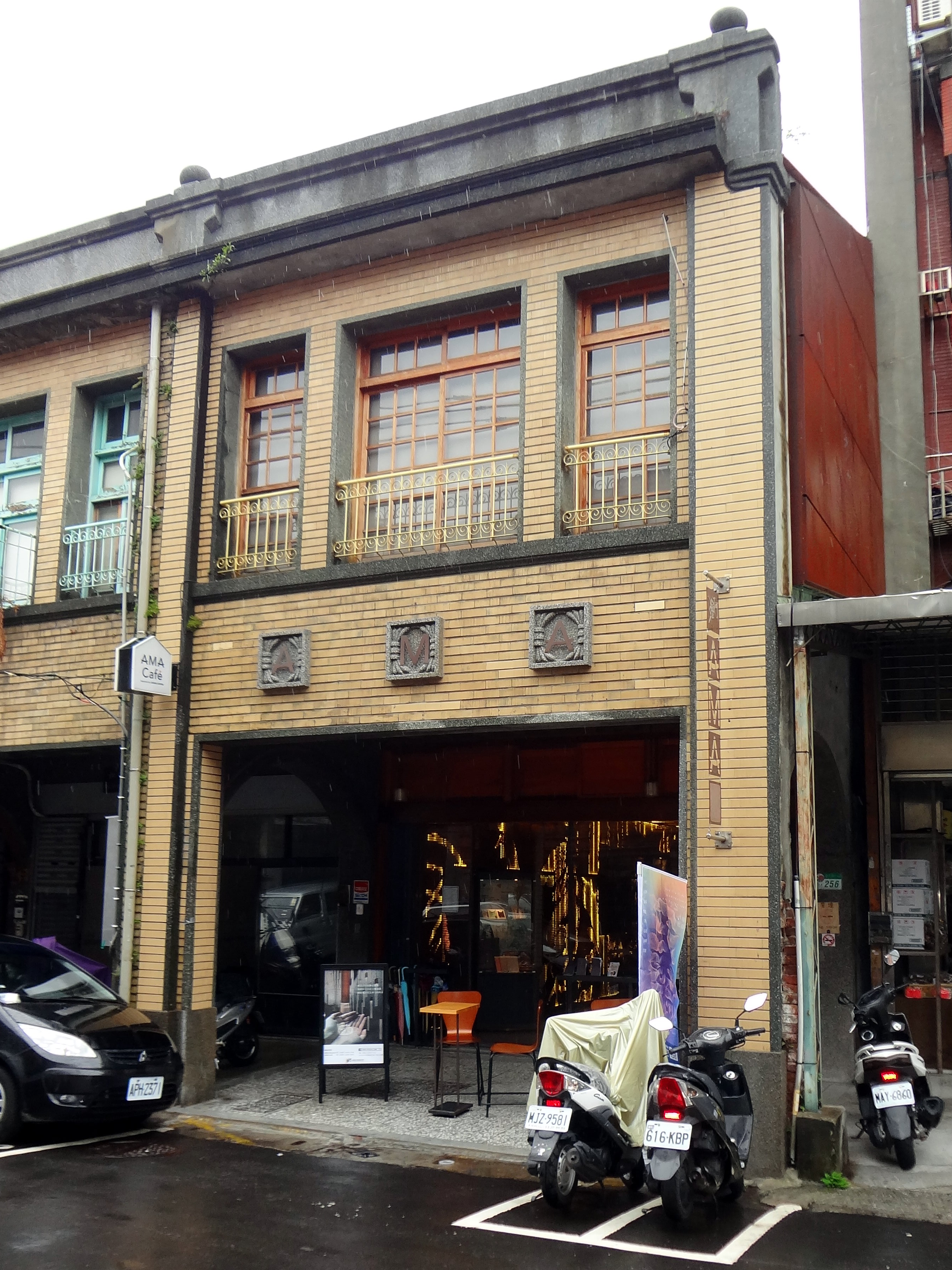
台北の「阿マの家 平和と女性人権館」

### 戦争と女性の人権博物館（韓国）
2012年5月5日、韓国の民間団体韓国挺身隊問題対策協議会はソウル市麻浦区に日本軍慰安婦問題について展示する「戦争と女性の人権博物館」 を、3億円（35億ウォン）をかけて建設し 開館した。日本でも日本建設委員会が結成され、多数の運動家・運動団体や研究者が呼びかけ人となり、自治労、JR総連、NTT労働組合大阪支部などが寄付した。

### 阿マの家 平和と女性人権館（台湾）
2016年12月10日、台湾初の慰安婦博物館「阿マの家 平和と女性人権館」が台北市に開館した。

### 中国『慰安婦』歴史博物館・南京利済巷慰安所旧址陳列館（中国）
2005年6月に『上海日軍慰安所実録』を刊行した上海師範大学「中国慰安婦問題研究中心」所長の蘇智良は中国慰安婦記念館の設立を訴えた。この訴えに応じて2007年7月5日、上海師範大学内に「中国従軍慰安婦資料館」が開館した。2016年10月23日、上海師範大学内に「中国『慰安婦』歴史博物館」が開館。同時に中国人と韓国人の慰安婦像が設置された。韓国人の慰安婦像はソウルの日本大使館前のものと同じ椅子に座った少女像で、中国人慰安婦像も同様に椅子に座っている。
2015年12月1日、南京に「南京利済巷慰安所旧址陳列館」が開館。２階建て建物８棟で構成されている。広場には慰安婦３人の像が鎮座している。

## 関連文献

### 図書
- アクティブ・ミュージアム「女たちの戦争と平和資料館」 編『戦時性暴力をなぜ記録するのか　女性国際戦犯法廷から「女たちの戦争と平和資料館」へ』アクティブ・ミュージアム「女たちの戦争と平和資料館」〈Wam book 1〉、2005年12月。 - 文献あり。
- アクティブ・ミュージアム「女たちの戦争と平和資料館」 編『松井やより全仕事　第2回特別展カタログ』アクティブ・ミュージアム「女たちの戦争と平和資料館」、2006年。 - 年譜あり。
- アクティブ・ミュージアム「女たちの戦争と平和資料館」 編『女性国際戦犯法廷のすべて　「慰安婦」被害と加害責任』アクティブ・ミュージアム「女たちの戦争と平和資料館」〈特別展カタログ ＝ WAM catalogue : 第1回〉、2006年。 - 年表あり。
- アクティブ・ミュージアム「女たちの戦争と平和資料館」 編『証言未来への記憶　アジア「慰安婦」証言集』 1（南・北・在日コリア編、西野瑠美子・金富子 責任編集、明石書店、2006年6月。ISBN 4-7503-2320-9。 - 年表あり。
- アクティブ・ミュージアム「女たちの戦争と平和資料館」 編『置き去りにされた朝鮮人「慰安婦」　第3回特別展カタログ』アクティブ・ミュージアム「女たちの戦争と平和資料館」、2006年。 - 年表あり。
- 日本の戦争責任資料センター、アクティブ・ミュージアム「女たちの戦争と平和資料館」 編『ここまでわかった!日本軍「慰安婦」制度』かもがわ出版、2007年12月。ISBN 978-4-7803-0139-7。
- アクティブ・ミュージアム「女たちの戦争と平和資料館」 編『フィールドワーク日本軍「慰安婦」　学び・調べ・考えよう』平和文化、2008年5月。ISBN 978-4-89488-039-9。
- アクティブ・ミュージアム「女たちの戦争と平和資料館」 編『ある日、日本軍がやってきた　中国・戦場での強かんと慰安所』アクティブ・ミュージアム「女たちの戦争と平和資料館」〈特別展カタログ ＝ WAM catalogue : 第6回〉、2008年。 - 年表あり。
- アクティブ・ミュージアム「女たちの戦争と平和資料館」 編『中学生のための「慰安婦」展　すべての疑問に答えます!　第5回特別展カタログ』（増補改訂版）アクティブ・ミュージアム「女たちの戦争と平和資料館」、2010年9月。 - 会期：2007年6月2日-2008年5月25日。
- アクティブ・ミュージアム「女たちの戦争と平和資料館」 編『女性国際戦犯法廷から10年　女たちの声が世界を変える　第8回特別展ミニカタログ』アクティブ・ミュージアム「女たちの戦争と平和資料館」、2010年。
- アクティブ・ミュージアム「女たちの戦争と平和資料館」 編『証言未来への記憶アジア「慰安婦」証言集』 2巻、明石書店、2010年5月。ISBN 978-4-7503-3198-0。
- アクティブ・ミュージアム「女たちの戦争と平和資料館」 編『証言と沈黙　加害に向き合う元兵士たち』アクティブ・ミュージアム「女たちの戦争と平和資料館」〈特別展カタログ ＝ WAM catalogue : 第7回〉、2010年。
- アクティブ・ミュージアム「女たちの戦争と平和資料館」 編『フィリピン・立ち上がるロラたち　日本軍に踏みにじられた島々から』アクティブ・ミュージアム「女たちの戦争と平和資料館」〈特別展カタログ ＝ WAM catalogue : 第9回〉、2011年。 - 会期：2011年7月2日-2012年6月17日。
- アクティブ・ミュージアム「女たちの戦争と平和資料館」 編『東ティモール・戦争を生きぬいた女たち　日本軍とインドネシア支配の下で　第4回特別展カタログ』（改訂版）アクティブ・ミュージアム「女たちの戦争と平和資料館」、2012年。 - 会期：2006年12月16日-2007年5月27日。
- アクティブ・ミュージアム「女たちの戦争と平和資料館」 編『軍隊は女性を守らない　沖縄の日本軍慰安所と米軍の性暴力　第10回特別展カタログ』アクティブ・ミュージアム「女たちの戦争と平和資料館」、2012年12月。 - 会期：2012年6月23日-2013年6月30日。
- アクティブ・ミュージアム「女たちの戦争と平和資料館」 編『日本軍「慰安婦」問題すべての疑問に答えます。』合同出版、2013年11月。ISBN 978-4-7726-1143-5。 - 文献・年表あり。

### 記事
- 松井やより「暴力の歴史を未来の平和へつなぐために 「女たちの戦争と平和資料館」私の構想――女性たちが過去の戦争を記憶・記録し未来の平和をつくる」『女たちの21世紀』第33号、アジア女性資料センター、2003年1月、75-77頁。
- 池田恵理子「追悼・松井やより 「女性国際戦犯法廷」から「女たちの戦争と平和資料館」へ」『アソシエ』第11号、アソシエ21、156-161頁。
- 西野瑠美子「インパクト・レヴュー Politics & Action 暴力に立ち向かう女性たちの拠点に 「女たちの戦争と平和資料館」をみんなの手で!」『インパクション』、インパクト出版会、187-189頁、ISSN 0287-2897。
- 有村順子「「女たちの戦争と平和資料館」実現に向けて」『月刊社会教育』第48巻(第5巻) (通号 583)、国土社、2004年5月、19-24頁、ISSN 0287-2331。
- 西野瑠美子「「慰安婦」問題とアクティブ・ミュージアム運動――「女たちの戦争と平和資料館」を中心に」『戦争責任研究』第46号、日本の戦争責任資料センター、2004年.冬季、13-17頁、ISSN 1343-7348。
- 東海林路得子「「女たちの戦争と平和資料館」オープンに寄せて――東海林路得子さんに聞く」『福音と世界』第60巻第10号、新教出版社、2005年10月、64-67頁。
- 池田恵理子「問わずがたり アクティブ・ミュージアム「女たちの戦争と平和資料館」を開館して」『女性史学』第16号、女性史総合研究会、157-159頁、ISSN 1342-3126。
- 池田恵理子「女性国際戦犯法廷からアクティブ・ミュージアム「女たちの戦争と平和資料館」へ」『Image & gender』、彩樹社、2007年3月、43-50頁。
- 「母と娘が学ぶ「慰安婦」の真実――「女たちの戦争と平和資料館」を訪ねて」『女性のひろば』、日本共産党中央委員会、2007年4月、43-49頁、ISSN 0387-9429。
- 西野瑠美子「「慰安婦」問題をどう伝えていくか――「女たちの戦争と平和資料館」の活動を通して」『子どもの本棚』第36巻(第8巻) (通号 466)、日本子どもの本研究会、2007年8月、26-29頁、ISSN 0385-0528。
- 西野瑠美子「女たちの戦争と平和資料館――「慰安婦」問題の記憶の拠点」『婦人之友』第101巻(第8巻) (通号 1246)、婦人之友社、2007年8月、38-40頁。
- 福島在行「アクティブ・ミュージアム「女たちの戦争と平和資料館」から考える平和博物館の課題」『女性・戦争・人権』、行路社、2008年6月、71-91頁。
- 渡辺美奈「渡辺美奈さんに聞く【アクティブ・ミュージアム「女たちの戦争と平和資料館」（wam）事務局長】 「女たちの戦争と平和資料館」の五年」『ピープルズ・プラン』第52号、ピープルズ・プラン研究所、2010年.Aut、77-86頁。
- 池田恵理子「日本軍「慰安婦」の記録と記憶のためのアクティブ・ミュージアム「女たちの戦争と平和資料館」」『同時代史研究』第5号、同時代史学会、63-70頁、ISSN 1883-3020。
- 渡辺美奈「インタビュー 渡辺美奈さん（アクティブ・ミュージアム「女たちの戦争と平和資料館」（wam）事務局長） 日本軍「慰安婦」問題に向き合って」『アジェンダ』第38号、アジェンダ・プロジェクト、2012年.秋、16-20頁。
- VAWWRAC（バウラック）「橋下徹大阪市長への抗議文 「慰安婦制度は必要だった」発言の撤回を求めます!」『情況. 第四期』第2巻第3号、情況出版、2013年.5・6、6-8頁。